# Efterskalv
Efterskalv (The Here After) is een Zweeds-Pools-Franse film uit 2015, geschreven en geregisseerd door Magnus von Horn. De film ging op 21 mei in première op het Filmfestival van Cannes in de sectie Quinzaine des réalisateurs. Hij werd viermaal genomineerd voor de Guldbagge en won 3 prijzen, waaronder beste film en beste regie.

## Verhaal
John komt vrij uit de gevangenis en keert terug naar zijn vader en jongere broer met de bedoeling een nieuw leven te beginnen. John was veroordeeld voor de moord op zijn ex-vriendin en voor de lokale gemeenschap is zijn misdadig verleden niet vergeten of vergeven.

## Rolverdeling
| Acteur             | Personage       |
| ------------------ | --------------- |
| Ulrik Munther      | John            |
| Mats Blomgren      | Martin          |
| Wiesław Komasa     | Grootvader      |
| Alexander Nordgren | Filip           |
| Loa Ek             | Malin           |
| Ellen Jelinek      | Bea             |
| Inger Nilsson      | Schooldirecteur |

## Prijzen en nominaties
De belangrijkste:
| Jaar | Prijs     | Categorie                 | Genomineerde(n) | Uitslag     |
| ---- | --------- | ------------------------- | --------------- | ----------- |
| 2016 | Guldbagge | Beste film                | Beste film      | Gewonnen    |
| 2016 | Guldbagge | Beste regie               | Magnus von Horn | Gewonnen    |
| 2016 | Guldbagge | Beste mannelijke hoofdrol | Ulrik Munther   | Genomineerd |
| 2016 | Guldbagge | Beste mannelijke bijrol   | Mats Blomgren   | Gewonnen    |